# Medaliści igrzysk olimpijskich w narciarstwie alpejskim

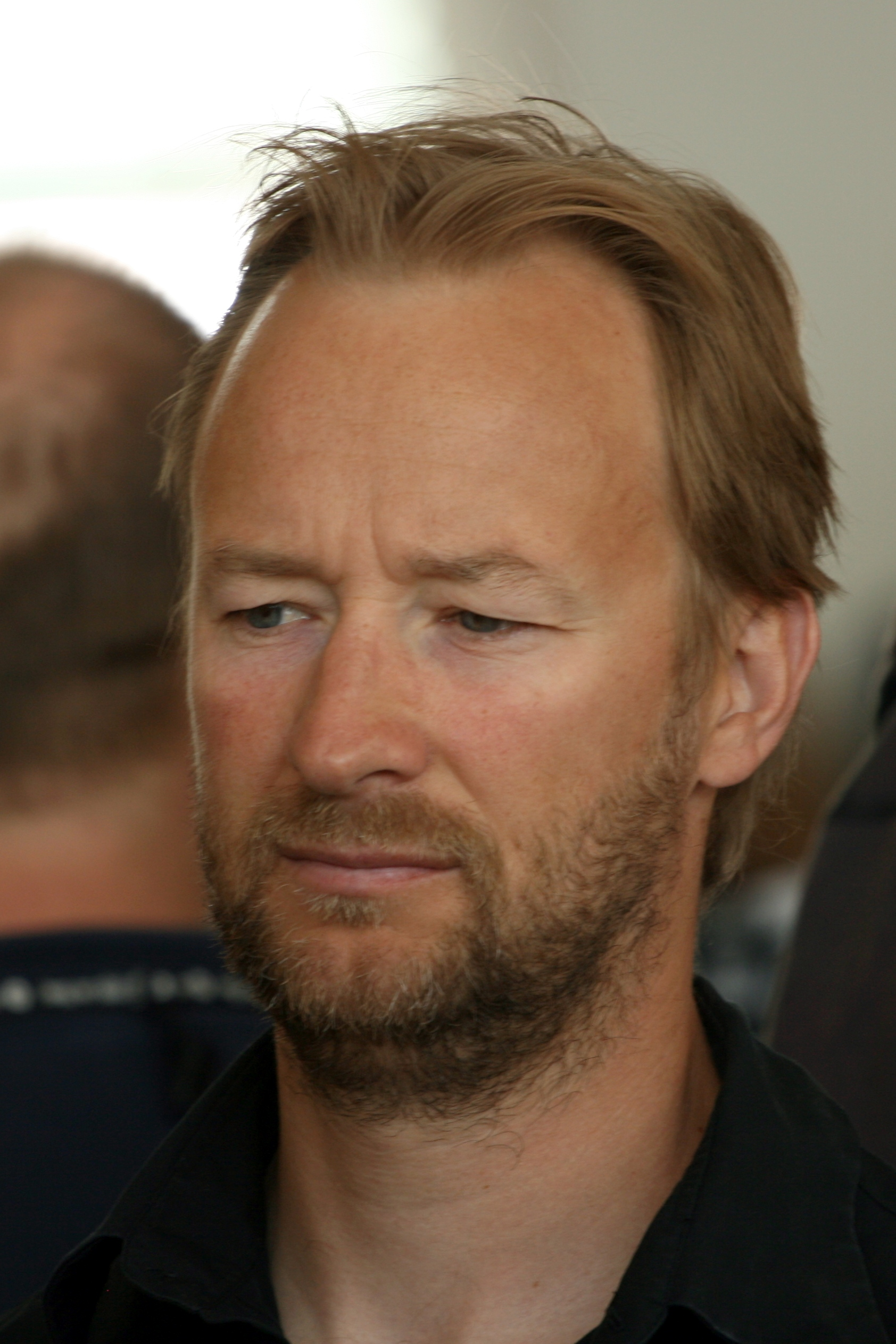
Kjetil André Aamodt – ośmiokrotny medalista olimpijski

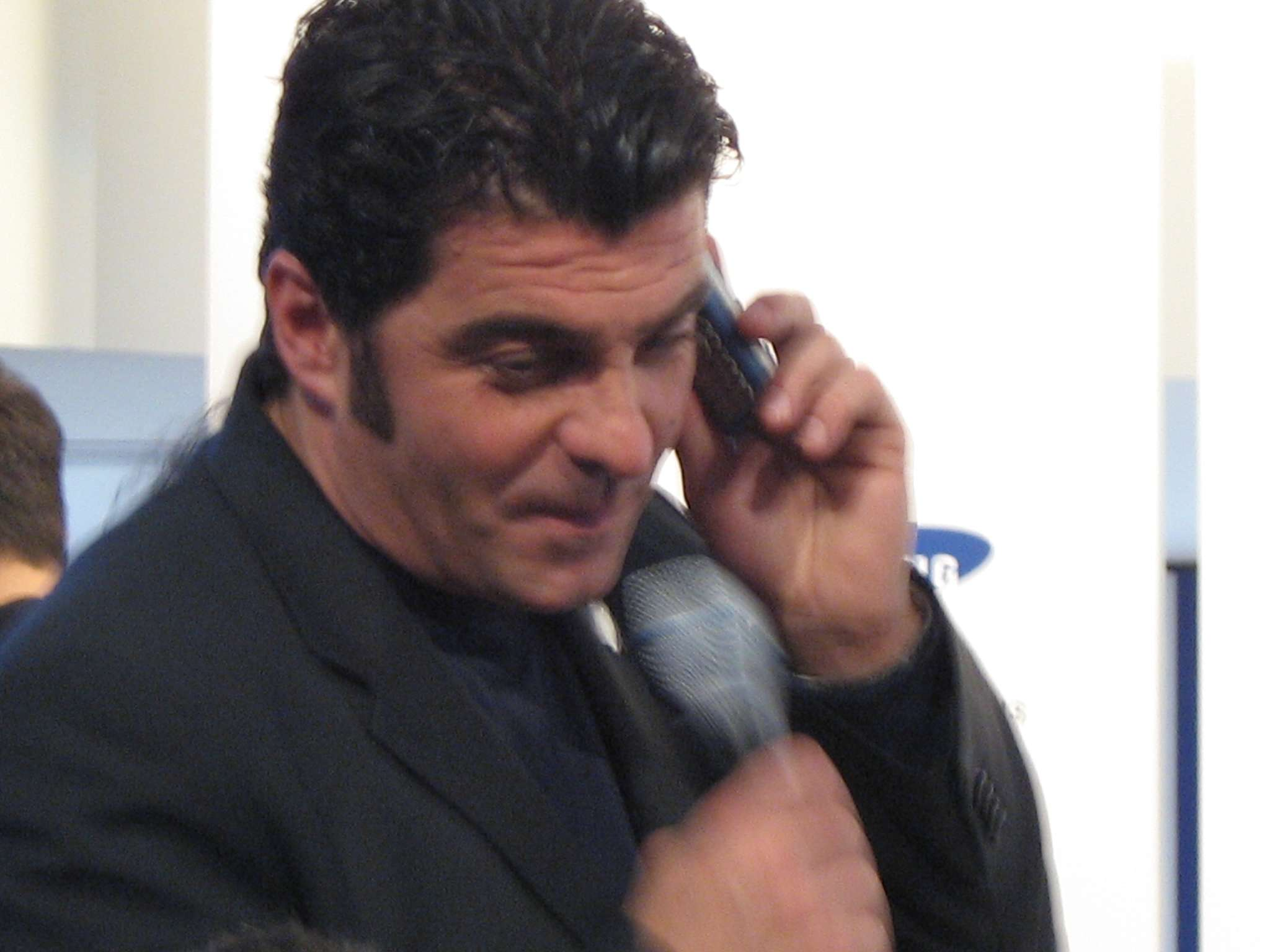
Alberto Tomba – pięciokrotny medalista olimpijski

Medaliści igrzysk olimpijskich w narciarstwie alpejskim – zestawienie zawodników, którzy przynajmniej raz stanęli na podium zawodów olimpijskich w narciarstwie alpejskim mężczyzn.
Narciarstwo alpejskie zadebiutowało na igrzyskach olimpijskich w 1936 roku w Garmisch-Partenkirchen. Wówczas do programu olimpijskiego włączono zawody w kombinacji alpejskiej. Kombinację rozegrano również podczas kolejnych igrzysk, w 1948 w Sankt Moritz, a następnie wyłączono ją z programu olimpijskiego. Kolejne zawody olimpijskie w kombinacji odbyły się po czterdziestoletniej przerwie, tzn. podczas igrzysk w Calgary. Znajdowała się wśród konkurencji olimpijskich do 2006 roku włącznie, od kolejnych igrzysk w zamian rozgrywana jest superkombinacja. Od 1948 roku w ramach igrzysk olimpijskich rozgrywane są zawody w zjeździe i slalomie, od 1952 w slalomie gigancie, a od 1988 w supergigancie. Od początku do kalendarza igrzysk włączane były jednocześnie te same konkurencje alpejskie wśród mężczyzn i wśród kobiet. W 2018 roku po raz pierwszy rozegrano olimpijskie zawody drużynowe, w których udział wzięły czteroosobowe zespoły, składające się z dwóch kobiet i dwóch mężczyzn.
W narciarstwie alpejskim mężczyzn najwięcej medali olimpijskich zdobyli reprezentanci Austrii. W ich dorobku jest 68 medali – 23 złote, 20 srebrnych i 25 brązowych. Druga w klasyfikacji wszech czasów jest Norwegia (33 medale – 11 złotych, 11 srebrnych i 11 brązowych), a trzecia Francja (29 medali – 11 złotych, 8 srebrnych i 10 brązowych). Więcej medali od Francji i Norwegii zdobyła Szwajcaria (36), jednak narciarze z tego kraju mniej razy (10) stawali na najwyższym stopniu podium olimpijskiego.
Najbardziej utytułowanym narciarzem alpejskim jest Norweg Kjetil André Aamodt. W latach 1992–2006 zdobył on osiem medali – cztery złote, dwa srebrne i dwa brązowe. Pozostaje jedynym alpejczykiem, który ma na koncie cztery tytuły mistrza olimpijskiego. Po trzy złote medale zdobyli Alberto Tomba, Toni Sailer i Jean-Claude Killy. Tomba wywalczył ponadto dwa srebrne medale.
Trzykrotnie w konkurencjach mężczyzn zdarzyło się, że wszystkie trzy miejsca na podium olimpijskim zajęli reprezentanci jednego kraju. Po raz pierwszy wydarzyło się to w slalomie gigancie podczas igrzysk w Cortinie d’Ampezzo – wtedy wszystkie medale zdobyli Austriacy. Reprezentanci tego kraju zdobyli także wszystkie medale w slalomie podczas igrzysk w Turynie. Z kolei wszystkie miejsca podium w kombinacji na igrzyskach w Lillehammer przypadły Norwegom.
Dwukrotnie przyznano dwa medale tego samego kruszcu w jednej konkurencji podczas tych samych igrzysk olimpijskich. Po raz pierwszy w 1948 roku w zjeździe – wówczas ex aequo trzecie miejsce zajęli Karl Molitor i Ralph Olinger. Był to jedyny przypadek w narciarstwie alpejskim mężczyzn, że przyznano łącznie cztery medale olimpijskie. Podczas igrzysk w Nagano dwa srebrne medale przyznano w supergigancie. Wtedy ex aequo drugie miejsce zajęli Didier Cuche i Hans Knauß.
W haśle przedstawiono zestawienia medalistów igrzysk olimpijskich w narciarstwie alpejskim mężczyzn, czyli zawodników, którzy przynajmniej raz w karierze stanęli na podium olimpijskim. W tabelach nie zostały natomiast uwzględnione medalistki zawodów kobiet.

## Medaliści chronologicznie

### Kombinacja
Kombinacja po raz pierwszy znalazła się w programie olimpijskim podczas igrzysk w Garmisch-Partenkirchen. Była to pierwsza konkurencja alpejska rozgrywana w ramach igrzysk olimpijskich. Zawody w kombinacji rozegrano również podczas kolejnych igrzysk, przeprowadzonych w 1948 roku w Sankt Moritz, a następnie wyłączono tę konkurencję z programu olimpijskiego. Kombinacja powróciła w roku 1988 podczas igrzysk w Calgary i była rozgrywana w niezmiennej formie do roku 2006. Począwszy od 2010 roku, w związku z utworzeniem przez Międzynarodową Federację Narciarską nowej konkurencji, w ramach igrzysk olimpijskich przeprowadza się konkurs w superkombinacji.
Najwięcej medali w kombinacji mężczyzn zdobył Ivica Kostelić, w dorobku którego znalazły się trzy srebrne medale zdobyte w latach 2006–2014. Ponadto trzech zawodników zdobyło po jednym złotym i jednym srebrnym medalu – Kjetil André Aamodt, Lasse Kjus i Bode Miller. Podczas igrzysk w Lillehammer wszystkie medale w tej konkurencji zdobyli reprezentanci Norwegii – Lasse Kjus (złoty), Kjetil André Aamodt (srebrny) i Harald Christian Strand Nilsen (brązowy).
Poniższa tabela przedstawia wszystkich medalistów olimpijskich w kombinacji mężczyzn w latach 1936–2022.
| Rok i miejsce                |                   | Złoto               |                   | Srebro                  |          | Brąz                           | Źr.    |
| ---------------------------- | ----------------- | ------------------- | ----------------- | ----------------------- | -------- | ------------------------------ | ------ |
| 1936, Garmisch-Partenkirchen | III Rzesza        | Franz Pfnür         | III Rzesza        | Gustav Lantschner       | Francja  | Émile Allais                   | [ 4 ]  |
| 1948, Sankt Moritz           | Francja           | Henri Oreiller      |                   | Karl Molitor            | Francja  | James Couttet                  | [ 5 ]  |
| 1988, Calgary                | Austria           | Hubert Strolz       | Austria           | Bernhard Gstrein        |          | Paul Accola                    | [ 6 ]  |
| 1992, Albertville            | Włochy            | Josef Polig         | Włochy            | Gianfranco Martin       |          | Steve Locher                   | [ 7 ]  |
| 1994, Lillehammer            | Norwegia          | Lasse Kjus          | Norwegia          | Kjetil André Aamodt     | Norwegia | Harald Christian Strand Nilsen | [ 8 ]  |
| 1998, Nagano                 | Austria           | Mario Reiter        | Norwegia          | Lasse Kjus              | Austria  | Christian Mayer                | [ 9 ]  |
| 2002, Salt Lake City         | Norwegia          | Kjetil André Aamodt | Stany Zjednoczone | Bode Miller             | Austria  | Benjamin Raich                 | [ 10 ] |
| 2006, Turyn                  | Stany Zjednoczone | Theodore Ligety     | Chorwacja         | Ivica Kostelić          | Austria  | Rainer Schönfelder             | [ 11 ] |
| 2010, Vancouver              | Stany Zjednoczone | Bode Miller         | Chorwacja         | Ivica Kostelić          |          | Silvan Zurbriggen              | [ 12 ] |
| 2014, Soczi                  |                   | Sandro Viletta      | Chorwacja         | Ivica Kostelić          | Włochy   | Christof Innerhofer            | [ 13 ] |
| 2018, Pjongczang             | Austria           | Marcel Hirscher     | Francja           | Alexis Pinturault       | Francja  | Victor Muffat-Jeandet          | [ 14 ] |
| 2022, Pekin                  | Austria           | Johannes Strolz     | Norwegia          | Aleksander Aamodt Kilde | Kanada   | James Crawford                 | [ 15 ] |

### Zjazd
Pierwsze zawody olimpijskie w zjeździe odbyły się podczas igrzysk w 1948 w Sankt Moritz. Konkurencja ta była częścią wszystkich zimowych igrzysk olimpijskich w latach 1948–2014.
Siedmiu zawodników zdobyło w zjeździe po dwa medale olimpijskie. Dokonali tego: Bernhard Russi i Aksel Lund Svindal (złoto i srebro), Lasse Kjus i Peter Müller (obaj dwa razy srebro) oraz Franck Piccard, Guy Périllat i Kjetil Jansrud (srebro i brąz). W 1948 roku przyznano dwa brązowe medale – trzecie miejsce ex aequo zajęli Karl Molitor i Ralph Olinger. Był to jedyny przypadek w tej konkurencji, że przyznano cztery medale olimpijskie.
W poniższej tabeli ujęto wszystkich medalistów olimpijskich w zjeździe mężczyzn w latach 1948–2022.
| Rok i miejsce           |                   | Złoto              |          | Srebro              |                   | Brąz                 | Źr.    |
| ----------------------- | ----------------- | ------------------ | -------- | ------------------- | ----------------- | -------------------- | ------ |
| 1948, Sankt Moritz      | Francja           | Henri Oreiller     | Austria  | Franz Gabl          |                   | Karl Molitor         | [ 18 ] |
| 1948, Sankt Moritz      | Francja           | Henri Oreiller     | Austria  | Franz Gabl          | Ralph Olinger     |                      | [ 18 ] |
| 1952, Oslo              | Włochy            | Zeno Colò          | Austria  | Othmar Schneider    | Austria           | Christian Pravda     | [ 19 ] |
| 1956, Cortina d’Ampezzo | Austria           | Toni Sailer        |          | Raymond Fellay      | Austria           | Andreas Molterer     | [ 20 ] |
| 1960, Squaw Valley      | Francja           | Jean Vuarnet       |          | Hans-Peter Lanig    | Francja           | Guy Périllat         | [ 21 ] |
| 1964, Innsbruck         | Austria           | Egon Zimmermann    | Francja  | Léo Lacroix         |                   | Wolfgang Bartels     | [ 22 ] |
| 1968, Grenoble          | Francja           | Jean-Claude Killy  | Francja  | Guy Périllat        |                   | Jean-Daniel Dätwyler | [ 23 ] |
| 1972, Sapporo           |                   | Bernhard Russi     |          | Roland Collombin    | Austria           | Heinrich Messner     | [ 24 ] |
| 1976, Innsbruck         | Austria           | Franz Klammer      |          | Bernhard Russi      | Włochy            | Herbert Plank        | [ 25 ] |
| 1980, Lake Placid       | Austria           | Leonhard Stock     | Austria  | Peter Wirnsberger   | Kanada            | Stephen Podborski    | [ 26 ] |
| 1984, Sarajewo          | Stany Zjednoczone | William Johnson    |          | Peter Müller        | Austria           | Anton Steiner        | [ 27 ] |
| 1988, Calgary           |                   | Pirmin Zurbriggen  |          | Peter Müller        | Francja           | Franck Piccard       | [ 28 ] |
| 1992, Albertville       | Austria           | Patrick Ortlieb    | Francja  | Franck Piccard      | Austria           | Günther Mader        | [ 29 ] |
| 1994, Lillehammer       | Stany Zjednoczone | Thomas Moe         | Norwegia | Kjetil André Aamodt | Kanada            | Edward Podivinsky    | [ 30 ] |
| 1998, Nagano            | Francja           | Jean-Luc Crétier   | Norwegia | Lasse Kjus          | Austria           | Hannes Trinkl        | [ 31 ] |
| 2002, Salt Lake City    | Austria           | Fritz Strobl       | Norwegia | Lasse Kjus          | Austria           | Stephan Eberharter   | [ 32 ] |
| 2006, Turyn             | Francja           | Antoine Dénériaz   | Austria  | Michael Walchhofer  |                   | Bruno Kernen         | [ 33 ] |
| 2010, Vancouver         |                   | Didier Défago      | Norwegia | Aksel Lund Svindal  | Stany Zjednoczone | Bode Miller          | [ 34 ] |
| 2014, Soczi             | Austria           | Matthias Mayer     | Włochy   | Christof Innerhofer | Norwegia          | Kjetil Jansrud       | [ 35 ] |
| 2018, Pjongczang        | Norwegia          | Aksel Lund Svindal | Norwegia | Kjetil Jansrud      |                   | Beat Feuz            | [ 36 ] |
| 2022, Pekin             |                   | Beat Feuz          | Francja  | Johan Clarey        | Austria           | Matthias Mayer       | [ 37 ] |

### Slalom
Zawody w slalomie mężczyzn rozgrywane są w ramach igrzysk olimpijskich nieprzerwanie od 1948 roku. Wówczas slalom został włączony do kalendarza olimpijskiego wspólnie ze zjazdem alpejskim i znajdował się w programie wszystkich kolejnych zimowych igrzysk olimpijskich.
Najbardziej utytułowanym alpejczykiem w slalomie mężczyzn jest Alberto Tomba, który w latach 1988–1994 zdobył w tej konkurencji trzy medale olimpijskie – jeden złoty i dwa srebrne. Ponadto jeszcze czterech zawodników dwukrotnie stanęło na podium olimpijskim w slalomie. Byli to: Phillip Mahre i André Myhrer (złoto i srebro), Benjamin Raich (złoto i brąz) oraz Gustav Thöni (dwa razy srebro). Podczas igrzysk w Turynie wszystkie medale w tej konkurencji zdobyli reprezentanci Austrii – Benjamin Raich (złoty), Reinfried Herbst (srebrny) i Rainer Schönfelder (brązowy).
Poniższa tabela przedstawia wszystkich medalistów olimpijskich w slalomie mężczyzn w latach 1948–2022.
| Rok i miejsce           |                   | Złoto                     |                   | Srebro                |                   | Brąz                   | Źr.    |
| ----------------------- | ----------------- | ------------------------- | ----------------- | --------------------- | ----------------- | ---------------------- | ------ |
| 1948, Sankt Moritz      |                   | Romedi Reinalter          | Francja           | James Couttet         | Francja           | Henri Oreiller         | [ 39 ] |
| 1952, Oslo              | Austria           | Othmar Schneider          | Norwegia          | Stein Eriksen         | Norwegia          | Guttorm Berge          | [ 40 ] |
| 1956, Cortina d’Ampezzo | Austria           | Toni Sailer               | Japonia           | Chiharu Igaya         | Szwecja           | Stig Sollander         | [ 41 ] |
| 1960, Squaw Valley      | Austria           | Ernst Hinterseer          | Austria           | Mathias Leitner       | Francja           | Charles Bozon          | [ 42 ] |
| 1964, Innsbruck         | Austria           | Josef Stiegler            | Stany Zjednoczone | William Kidd          | Stany Zjednoczone | James Heuga            | [ 43 ] |
| 1968, Grenoble          | Francja           | Jean-Claude Killy         | Austria           | Herbert Huber         | Austria           | Alfred Matt            | [ 44 ] |
| 1972, Sapporo           |                   | Francisco Fernández Ochoa | Włochy            | Gustav Thöni          | Włochy            | Roland Thöni           | [ 45 ] |
| 1976, Innsbruck         | Włochy            | Piero Gros                | Włochy            | Gustav Thöni          | Liechtenstein     | Willi Frommelt         | [ 46 ] |
| 1980, Lake Placid       | Szwecja           | Ingemar Stenmark          | Stany Zjednoczone | Phillip Mahre         |                   | Jacques Lüthy          | [ 47 ] |
| 1984, Sarajewo          | Stany Zjednoczone | Phillip Mahre             | Stany Zjednoczone | Steven Mahre          | Francja           | Didier Bouvet          | [ 48 ] |
| 1988, Calgary           | Włochy            | Alberto Tomba             |                   | Frank Wörndl          | Liechtenstein     | Paul Frommelt          | [ 49 ] |
| 1992, Albertville       | Norwegia          | Finn Christian Jagge      | Włochy            | Alberto Tomba         | Austria           | Michael Tritscher      | [ 50 ] |
| 1994, Lillehammer       | Austria           | Thomas Stangassinger      | Włochy            | Alberto Tomba         | Słowenia          | Jure Košir             | [ 51 ] |
| 1998, Nagano            | Norwegia          | Hans Petter Buraas        | Norwegia          | Ole Kristian Furuseth | Austria           | Thomas Sykora          | [ 52 ] |
| 2002, Salt Lake City    | Francja           | Jean-Pierre Vidal         | Francja           | Sébastien Amiez       | Austria           | Benjamin Raich         | [ 53 ] |
| 2006, Turyn             | Austria           | Benjamin Raich            | Austria           | Reinfried Herbst      | Austria           | Rainer Schönfelder     | [ 54 ] |
| 2010, Vancouver         | Włochy            | Giuliano Razzoli          | Chorwacja         | Ivica Kostelić        | Szwecja           | André Myhrer           | [ 55 ] |
| 2014, Soczi             | Austria           | Mario Matt                | Austria           | Marcel Hirscher       | Norwegia          | Henrik Kristoffersen   | [ 56 ] |
| 2018, Pjongczang        | Szwecja           | André Myhrer              |                   | Ramon Zenhäusern      | Austria           | Michael Matt           | [ 57 ] |
| 2022, Pekin             | Francja           | Clément Noël              | Austria           | Johannes Strolz       | Norwegia          | Sebastian Foss Solevåg | [ 58 ] |

### Slalom gigant
Rywalizacja olimpijska w slalomie gigancie po raz pierwszy odbyła się podczas igrzysk w Oslo w 1952 roku. Wówczas konkurencja ta zastąpiła dotychczas rozgrywaną kombinację alpejską. Zawody w slalomie gigancie były rozgrywane na wszystkich kolejnych zimowych igrzyskach.
Jedynym zawodnikiem, który zdobył tytuł mistrza olimpijskiego w slalomie gigancie i ten obronił na kolejnych igrzyskach, jest Alberto Tomba, który zwyciężył w 1988 i 1992 roku. Pozostaje również jedynym alpejczykiem z dwoma złotymi medalami w slalomie gigancie. Ponadto jeszcze sześciu zawodników zdobyło po dwa medale olimpijskie w tej konkurencji. Byli to: Stephan Eberharter (złoto i srebro), Hermann Maier i Ingemar Stenmark (obaj złoto i brąz), Josef Stiegler i Andreas Wenzel (obaj srebro i brąz) oraz Alexis Pinturault (dwa razy brąz). Podczas igrzysk w Cortinie d’Ampezzo wszystkie medale w tej konkurencji zdobyli reprezentanci Austrii – Toni Sailer (złoty), Andreas Molterer (srebrny) i Walter Schuster (brązowy).
W poniższym zestawieniu ujęto wszystkich medalistów olimpijskich w slalomie gigancie mężczyzn w latach 1952–2022.
| Rok i miejsce           |                   | Złoto              |                   | Srebro               |               | Brąz                 | Źr.    |
| ----------------------- | ----------------- | ------------------ | ----------------- | -------------------- | ------------- | -------------------- | ------ |
| 1952, Oslo              | Norwegia          | Stein Eriksen      | Austria           | Christian Pravda     | Austria       | Toni Spiss           | [ 61 ] |
| 1956, Cortina d’Ampezzo | Austria           | Toni Sailer        | Austria           | Andreas Molterer     | Austria       | Walter Schuster      | [ 62 ] |
| 1960, Squaw Valley      |                   | Roger Staub        | Austria           | Josef Stiegler       | Austria       | Ernst Hinterseer     | [ 63 ] |
| 1964, Innsbruck         | Francja           | François Bonlieu   | Austria           | Karl Schranz         | Austria       | Josef Stiegler       | [ 64 ] |
| 1968, Grenoble          | Francja           | Jean-Claude Killy  |                   | Willy Favre          | Austria       | Heinrich Messner     | [ 65 ] |
| 1972, Sapporo           | Włochy            | Gustav Thöni       |                   | Edmund Bruggmann     |               | Werner Mattle        | [ 66 ] |
| 1976, Innsbruck         |                   | Heini Hemmi        |                   | Ernst Good           | Szwecja       | Ingemar Stenmark     | [ 67 ] |
| 1980, Lake Placid       | Szwecja           | Ingemar Stenmark   | Liechtenstein     | Andreas Wenzel       | Austria       | Hans Enn             | [ 68 ] |
| 1984, Sarajewo          |                   | Max Julen          |                   | Jure Franko          | Liechtenstein | Andreas Wenzel       | [ 69 ] |
| 1988, Calgary           | Włochy            | Alberto Tomba      | Austria           | Hubert Strolz        |               | Pirmin Zurbriggen    | [ 70 ] |
| 1992, Albertville       | Włochy            | Alberto Tomba      | Luksemburg        | Marc Girardelli      | Norwegia      | Kjetil André Aamodt  | [ 71 ] |
| 1994, Lillehammer       | Niemcy            | Markus Wasmeier    |                   | Urs Kälin            | Austria       | Christian Mayer      | [ 72 ] |
| 1998, Nagano            | Austria           | Hermann Maier      | Austria           | Stephan Eberharter   |               | Michael von Grünigen | [ 73 ] |
| 2002, Salt Lake City    | Austria           | Stephan Eberharter | Stany Zjednoczone | Bode Miller          | Norwegia      | Lasse Kjus           | [ 74 ] |
| 2006, Turyn             | Austria           | Benjamin Raich     | Francja           | Joël Chenal          | Austria       | Hermann Maier        | [ 75 ] |
| 2010, Vancouver         |                   | Carlo Janka        | Norwegia          | Kjetil Jansrud       | Norwegia      | Aksel Lund Svindal   | [ 76 ] |
| 2014, Soczi             | Stany Zjednoczone | Theodore Ligety    | Francja           | Steve Missillier     | Francja       | Alexis Pinturault    | [ 77 ] |
| 2018, Pjongczang        | Austria           | Marcel Hirscher    | Norwegia          | Henrik Kristoffersen | Francja       | Alexis Pinturault    | [ 78 ] |
| 2022, Pekin             |                   | Marco Odermatt     | Słowenia          | Žan Kranjec          | Francja       | Mathieu Faivre       | [ 79 ] |

### Supergigant
Supergigant po raz pierwszy w ramach igrzysk olimpijskich został rozegrany w 1988 roku, podczas igrzysk w Calgary. Konkurencja ta organizowana była również podczas wszystkich kolejnych zimowych igrzysk olimpijskich.
Najbardziej utytułowanym narciarzem alpejskim w supergigancie jest Kjetil André Aamodt, w dorobku którego w latach 1992–2006 znalazły się cztery medale olimpijskie – trzy złote i jeden brązowy. Jeszcze czterech zawodników zdobyło po dwa medale olimpijskie w tej konkurencji – Hermann Maier (złoty i srebrny), Kjetil Jansrud (złoty i brązowy) oraz Andrew Weibrecht i Bode Miller (obaj srebrny i brązowy). Dwukrotnie zdarzyło się, że przyznano po dwa medale tego samego kruszcu w trakcie jednych igrzysk. W 1998 roku w Nagano rozdano dwa srebrne medale (drugą pozycję zajęli ex aequo Hans Knauß i Didier Cuche), a w 2014 roku w Soczi dwa brązowe medale (na trzecim stopniu podium stanęli Bode Miller i Jan Hudec).
W poniższej tabeli zaprezentowano wszystkich medalistów olimpijskich w supergigancie mężczyzn w latach 1988–2022.
| Rok i miejsce        |          | Złoto               |                   | Srebro              |                   | Brąz                    | Źr.    |
| -------------------- | -------- | ------------------- | ----------------- | ------------------- | ----------------- | ----------------------- | ------ |
| 1988, Calgary        | Francja  | Franck Piccard      | Austria           | Helmut Mayer        | Szwecja           | Lars-Börje Eriksson     | [ 82 ] |
| 1992, Albertville    | Norwegia | Kjetil André Aamodt | Luksemburg        | Marc Girardelli     | Norwegia          | Jan Einar Thorsen       | [ 83 ] |
| 1994, Lillehammer    | Niemcy   | Markus Wasmeier     | Stany Zjednoczone | Thomas Moe          | Norwegia          | Kjetil André Aamodt     | [ 84 ] |
| 1998, Nagano         | Austria  | Hermann Maier       |                   | Didier Cuche        | –                 | –                       | [ 85 ] |
| 1998, Nagano         | Austria  | Hermann Maier       | Austria           | Hans Knauß          | –                 | –                       | [ 85 ] |
| 2002, Salt Lake City | Norwegia | Kjetil André Aamodt | Austria           | Stephan Eberharter  | Austria           | Andreas Schifferer      | [ 86 ] |
| 2006, Turyn          | Norwegia | Kjetil André Aamodt | Austria           | Hermann Maier       |                   | Ambrosi Hoffmann        | [ 87 ] |
| 2010, Vancouver      | Norwegia | Aksel Lund Svindal  | Stany Zjednoczone | Bode Miller         | Stany Zjednoczone | Andrew Weibrecht        | [ 88 ] |
| 2014, Soczi          | Norwegia | Kjetil Jansrud      | Stany Zjednoczone | Andrew Weibrecht    | Kanada            | Jan Hudec               | [ 89 ] |
| 2014, Soczi          | Norwegia | Kjetil Jansrud      | Stany Zjednoczone | Andrew Weibrecht    | Stany Zjednoczone | Bode Miller             | [ 89 ] |
| 2018, Pjongczang     | Austria  | Matthias Mayer      |                   | Beat Feuz           | Norwegia          | Kjetil Jansrud          | [ 90 ] |
| 2022, Pekin          | Austria  | Matthias Mayer      | Stany Zjednoczone | Ryan Cochran-Siegle | Norwegia          | Aleksander Aamodt Kilde | [ 91 ] |

### Zawody drużynowe
Podczas igrzysk w Pjongczangu w 2018 roku po raz pierwszy rozdano medale olimpijskie w zawodach drużynowych. Każdy zespół składał się z dwóch kobiet i dwóch mężczyzn. Poniżej przedstawiono medalistów tych zawodów. Kursywą oznaczono startujące w poszczególnych drużynach kobiety.
| Rok i miejsce    | Złoto                                                                    | Srebro                                                                       | Brąz                                                                             | Źr.    |
| ---------------- | ------------------------------------------------------------------------ | ---------------------------------------------------------------------------- | -------------------------------------------------------------------------------- | ------ |
| 2018, Pjongczang | Szwajcaria Denise Feierabend Wendy Holdener Daniel Yule Ramon Zenhäusern | Austria Katharina Gallhuber Katharina Liensberger Michael Matt Marco Schwarz | Norwegia Nina Løseth Kristin Lysdahl Sebastian Foss Solevåg Leif Kristian Haugen | [ 92 ] |

## Klasyfikacje medalowe

### Klasyfikacja zawodników
Stan na 16 lutego 2022
W poniższym zestawieniu ujęto klasyfikację zawodników, którzy zdobyli przynajmniej jeden medal olimpijski w narciarstwie alpejskim. W przypadku gdy dany zawodnik zdobywał medale dla dwóch krajów, podano wszystkie państwa, w barwach których startował. W przypadku gdy dwóch zawodników zdobyło tę samą liczbę medali wszystkich kolorów, wzięto pod uwagę najpierw kolejność chronologiczną, a następnie porządek alfabetyczny.
| Miejsce | Zawodnik                       | Państwo       | Lata      | Złoto | Srebro | Brąz | Razem |
| ------- | ------------------------------ | ------------- | --------- | ----- | ------ | ---- | ----- |
| 1.      | Kjetil André Aamodt            | Norwegia      | 1992–2006 | 4     | 2      | 2    | 8     |
| 2.      | Alberto Tomba                  | Włochy        | 1988–1994 | 3     | 2      | –    | 5     |
| 3.      | Matthias Mayer                 | Austria       | 2014–2022 | 3     | –      | 1    | 4     |
| 4.      | Toni Sailer                    | Austria       | 1956      | 3     | –      | –    | 3     |
| 4.      | Jean-Claude Killy              | Francja       | 1968      | 3     | –      | –    | 3     |
| 6.      | Hermann Maier                  | Austria       | 1998–2006 | 2     | 1      | 1    | 4     |
| 6.      | Aksel Lund Svindal             | Norwegia      | 2010–2018 | 2     | 1      | 1    | 4     |
| 8.      | Marcel Hirscher                | Austria       | 2014–2018 | 2     | 1      | –    | 3     |
| 9.      | Benjamin Raich                 | Austria       | 2002–2006 | 2     | –      | 2    | 4     |
| 10.     | Henri Oreiller                 | Francja       | 1948      | 2     | –      | 1    | 3     |
| 10.     | Ingemar Stenmark               | Szwecja       | 1976–1980 | 2     | –      | 1    | 3     |
| 12.     | Markus Wasmeier                | Niemcy        | 1994      | 2     | –      | –    | 2     |
| 12.     | Theodore Ligety                | USA           | 2006–2014 | 2     | –      | –    | 2     |
| 14.     | Bode Miller                    | USA           | 2002–2014 | 1     | 3      | 2    | 6     |
| 15.     | Lasse Kjus                     | Norwegia      | 1994–2002 | 1     | 3      | 1    | 5     |
| 16.     | Kjetil Jansrud                 | Norwegia      | 2010–2018 | 1     | 2      | 2    | 5     |
| 17.     | Stephan Eberharter             | Austria       | 1998–2002 | 1     | 2      | 1    | 4     |
| 18.     | Gustav Thöni                   | Włochy        | 1972–1976 | 1     | 2      | –    | 3     |
| 19.     | Josef Stiegler                 | Austria       | 1960–1964 | 1     | 1      | 1    | 3     |
| 19.     | Franck Piccard                 | Francja       | 1988–1992 | 1     | 1      | 1    | 3     |
| 19.     | Beat Feuz                      | Szwajcaria    | 2018–2022 | 1     | 1      | 1    | 3     |
| 22.     | Stein Eriksen                  | Norwegia      | 1952      | 1     | 1      | –    | 2     |
| 22.     | Othmar Schneider               | Austria       | 1952      | 1     | 1      | –    | 2     |
| 22.     | Bernhard Russi                 | Szwajcaria    | 1972–1976 | 1     | 1      | –    | 2     |
| 22.     | Phillip Mahre                  | USA           | 1980–1984 | 1     | 1      | –    | 2     |
| 22.     | Hubert Strolz                  | Austria       | 1988      | 1     | 1      | –    | 2     |
| 22.     | Thomas Moe                     | USA           | 1994      | 1     | 1      | –    | 2     |
| 22.     | Ramon Zenhäusern               | Szwajcaria    | 2018      | 1     | 1      | –    | 2     |
| 22.     | Johannes Strolz                | Austria       | 2022      | 1     | 1      | –    | 2     |
| 30.     | Ernst Hinterseer               | Austria       | 1960      | 1     | –      | 1    | 2     |
| 30.     | Pirmin Zurbriggen              | Szwajcaria    | 1988      | 1     | –      | 1    | 2     |
| 30.     | André Myhrer                   | Szwecja       | 2010–2018 | 1     | –      | 1    | 2     |
| 33.     | Franz Pfnür                    | Niemcy        | 1936      | 1     | –      | –    | 1     |
| 33.     | Romedi Reinalter               | Szwajcaria    | 1948      | 1     | –      | –    | 1     |
| 33.     | Zeno Colò                      | Włochy        | 1952      | 1     | –      | –    | 1     |
| 33.     | Roger Staub                    | Szwajcaria    | 1960      | 1     | –      | –    | 1     |
| 33.     | Jean Vuarnet                   | Francja       | 1960      | 1     | –      | –    | 1     |
| 33.     | François Bonlieu               | Francja       | 1964      | 1     | –      | –    | 1     |
| 33.     | Egon Zimmermann                | Austria       | 1964      | 1     | –      | –    | 1     |
| 33.     | Francisco Fernández Ochoa      | Hiszpania     | 1972      | 1     | –      | –    | 1     |
| 33.     | Piero Gros                     | Włochy        | 1976      | 1     | –      | –    | 1     |
| 33.     | Heini Hemmi                    | Szwajcaria    | 1976      | 1     | –      | –    | 1     |
| 33.     | Franz Klammer                  | Austria       | 1976      | 1     | –      | –    | 1     |
| 33.     | Leonhard Stock                 | Austria       | 1980      | 1     | –      | –    | 1     |
| 33.     | William Johnson                | USA           | 1984      | 1     | –      | –    | 1     |
| 33.     | Max Julen                      | Szwajcaria    | 1984      | 1     | –      | –    | 1     |
| 33.     | Finn Christian Jagge           | Norwegia      | 1992      | 1     | –      | –    | 1     |
| 33.     | Patrick Ortlieb                | Austria       | 1992      | 1     | –      | –    | 1     |
| 33.     | Josef Polig                    | Włochy        | 1992      | 1     | –      | –    | 1     |
| 33.     | Thomas Stangassinger           | Austria       | 1994      | 1     | –      | –    | 1     |
| 33.     | Hans Petter Buraas             | Norwegia      | 1998      | 1     | –      | –    | 1     |
| 33.     | Jean-Luc Crétier               | Francja       | 1998      | 1     | –      | –    | 1     |
| 33.     | Mario Reiter                   | Austria       | 1998      | 1     | –      | –    | 1     |
| 33.     | Fritz Strobl                   | Austria       | 2002      | 1     | –      | –    | 1     |
| 33.     | Jean-Pierre Vidal              | Francja       | 2002      | 1     | –      | –    | 1     |
| 33.     | Antoine Dénériaz               | Francja       | 2006      | 1     | –      | –    | 1     |
| 33.     | Didier Défago                  | Szwajcaria    | 2010      | 1     | –      | –    | 1     |
| 33.     | Carlo Janka                    | Szwajcaria    | 2010      | 1     | –      | –    | 1     |
| 33.     | Giuliano Razzoli               | Włochy        | 2010      | 1     | –      | –    | 1     |
| 33.     | Mario Matt                     | Austria       | 2014      | 1     | –      | –    | 1     |
| 33.     | Sandro Viletta                 | Szwajcaria    | 2014      | 1     | –      | –    | 1     |
| 33.     | Daniel Yule                    | Szwajcaria    | 2018      | 1     | –      | –    | 1     |
| 33.     | Clément Noël                   | Francja       | 2022      | 1     | –      | –    | 1     |
| 33.     | Marco Odermatt                 | Szwajcaria    | 2022      | 1     | –      | –    | 1     |
| 65.     | Ivica Kostelić                 | Chorwacja     | 2006–2014 | –     | 4      | –    | 4     |
| 66.     | Peter Müller                   | Szwajcaria    | 1984–1988 | –     | 2      | –    | 2     |
| 66.     | Marc Girardelli                | Luksemburg    | 1992      | –     | 2      | –    | 2     |
| 68.     | Alexis Pinturault              | Francja       | 2014–2018 | –     | 1      | 2    | 3     |
| 69.     | James Couttet                  | Francja       | 1948      | –     | 1      | 1    | 2     |
| 69.     | Karl Molitor                   | Szwajcaria    | 1948      | –     | 1      | 1    | 2     |
| 69.     | Christian Pravda               | Austria       | 1952      | –     | 1      | 1    | 2     |
| 69.     | Andreas Molterer               | Austria       | 1956      | –     | 1      | 1    | 2     |
| 69.     | Guy Périllat                   | Francja       | 1960–1968 | –     | 1      | 1    | 2     |
| 69.     | Andreas Wenzel                 | Liechtenstein | 1980–1984 | –     | 1      | 1    | 2     |
| 69.     | Andrew Weibrecht               | USA           | 2010–2014 | –     | 1      | 1    | 2     |
| 69.     | Christof Innerhofer            | Włochy        | 2014      | –     | 1      | 1    | 2     |
| 69.     | Henrik Kristoffersen           | Norwegia      | 2014–2018 | –     | 1      | 1    | 2     |
| 69.     | Michael Matt                   | Austria       | 2018      | –     | 1      | 1    | 2     |
| 69.     | Aleksander Aamodt Kilde        | Norwegia      | 2022      | –     | 1      | 1    | 2     |
| 80.     | Gustav Lantschner              | Niemcy        | 1936      | –     | 1      | –    | 1     |
| 80.     | Franz Gabl                     | Austria       | 1948      | –     | 1      | –    | 1     |
| 80.     | Raymond Fellay                 | Szwajcaria    | 1956      | –     | 1      | –    | 1     |
| 80.     | Chiharu Igaya                  | Japonia       | 1956      | –     | 1      | –    | 1     |
| 80.     | Hans-Peter Lanig               | Niemcy        | 1960      | –     | 1      | –    | 1     |
| 80.     | Mathias Leitner                | Austria       | 1960      | –     | 1      | –    | 1     |
| 80.     | William Kidd                   | USA           | 1964      | –     | 1      | –    | 1     |
| 80.     | Léo Lacroix                    | Francja       | 1964      | –     | 1      | –    | 1     |
| 80.     | Karl Schranz                   | Austria       | 1964      | –     | 1      | –    | 1     |
| 80.     | Willy Favre                    | Szwajcaria    | 1968      | –     | 1      | –    | 1     |
| 80.     | Herbert Huber                  | Austria       | 1968      | –     | 1      | –    | 1     |
| 80.     | Edmund Bruggmann               | Szwajcaria    | 1972      | –     | 1      | –    | 1     |
| 80.     | Roland Collombin               | Szwajcaria    | 1972      | –     | 1      | –    | 1     |
| 80.     | Ernst Good                     | Szwajcaria    | 1976      | –     | 1      | –    | 1     |
| 80.     | Peter Wirnsberger              | Austria       | 1980      | –     | 1      | –    | 1     |
| 80.     | Jure Franko                    | Jugosławia    | 1984      | –     | 1      | –    | 1     |
| 80.     | Steven Mahre                   | USA           | 1984      | –     | 1      | –    | 1     |
| 80.     | Bernhard Gstrein               | Austria       | 1988      | –     | 1      | –    | 1     |
| 80.     | Helmut Mayer                   | Austria       | 1988      | –     | 1      | –    | 1     |
| 80.     | Frank Wörndl                   | RFN           | 1988      | –     | 1      | –    | 1     |
| 80.     | Gianfranco Martin              | Włochy        | 1992      | –     | 1      | –    | 1     |
| 80.     | Urs Kälin                      | Szwajcaria    | 1994      | –     | 1      | –    | 1     |
| 80.     | Didier Cuche                   | Szwajcaria    | 1998      | –     | 1      | –    | 1     |
| 80.     | Ole Kristian Furuseth          | Norwegia      | 1998      | –     | 1      | –    | 1     |
| 80.     | Hans Knauß                     | Austria       | 1998      | –     | 1      | –    | 1     |
| 80.     | Sébastien Amiez                | Francja       | 2002      | –     | 1      | –    | 1     |
| 80.     | Joël Chenal                    | Francja       | 2006      | –     | 1      | –    | 1     |
| 80.     | Reinfried Herbst               | Austria       | 2006      | –     | 1      | –    | 1     |
| 80.     | Michael Walchhofer             | Austria       | 2006      | –     | 1      | –    | 1     |
| 80.     | Steve Missillier               | Francja       | 2014      | –     | 1      | –    | 1     |
| 80.     | Marco Schwarz                  | Austria       | 2018      | –     | 1      | –    | 1     |
| 80.     | Johan Clarey                   | Francja       | 2022      | –     | 1      | –    | 1     |
| 80.     | Ryan Cochran-Siegle            | USA           | 2022      | –     | 1      | –    | 1     |
| 80.     | Žan Kranjec                    | Słowenia      | 2022      | –     | 1      | –    | 1     |
| 114.    | Heinrich Messner               | Austria       | 1968–1972 | –     | –      | 2    | 2     |
| 114.    | Christian Mayer                | Austria       | 1994–1998 | –     | –      | 2    | 2     |
| 114.    | Rainer Schönfelder             | Austria       | 2006      | –     | –      | 2    | 2     |
| 114.    | Sebastian Foss Solevåg         | Norwegia      | 2018–2022 | –     | –      | 2    | 2     |
| 118.    | Émile Allais                   | Francja       | 1936      | –     | –      | 1    | 1     |
| 118.    | Ralph Olinger                  | Szwajcaria    | 1948      | –     | –      | 1    | 1     |
| 118.    | Guttorm Berge                  | Norwegia      | 1952      | –     | –      | 1    | 1     |
| 118.    | Toni Spiss                     | Austria       | 1952      | –     | –      | 1    | 1     |
| 118.    | Walter Schuster                | Austria       | 1956      | –     | –      | 1    | 1     |
| 118.    | Stig Sollander                 | Szwecja       | 1956      | –     | –      | 1    | 1     |
| 118.    | Charles Bozon                  | Francja       | 1960      | –     | –      | 1    | 1     |
| 118.    | Wolfgang Bartels               | Niemcy        | 1964      | –     | –      | 1    | 1     |
| 118.    | James Heuga                    | USA           | 1964      | –     | –      | 1    | 1     |
| 118.    | Jean-Daniel Dätwyler           | Szwajcaria    | 1968      | –     | –      | 1    | 1     |
| 118.    | Alfred Matt                    | Austria       | 1968      | –     | –      | 1    | 1     |
| 118.    | Werner Mattle                  | Szwajcaria    | 1972      | –     | –      | 1    | 1     |
| 118.    | Roland Thöni                   | Włochy        | 1972      | –     | –      | 1    | 1     |
| 118.    | Willi Frommelt                 | Liechtenstein | 1976      | –     | –      | 1    | 1     |
| 118.    | Herbert Plank                  | Włochy        | 1976      | –     | –      | 1    | 1     |
| 118.    | Hans Enn                       | Austria       | 1980      | –     | –      | 1    | 1     |
| 118.    | Jacques Lüthy                  | Szwajcaria    | 1980      | –     | –      | 1    | 1     |
| 118.    | Stephen Podborski              | Kanada        | 1980      | –     | –      | 1    | 1     |
| 118.    | Didier Bouvet                  | Francja       | 1984      | –     | –      | 1    | 1     |
| 118.    | Anton Steiner                  | Austria       | 1984      | –     | –      | 1    | 1     |
| 118.    | Paul Accola                    | Szwajcaria    | 1988      | –     | –      | 1    | 1     |
| 118.    | Lars-Börje Eriksson            | Szwecja       | 1988      | –     | –      | 1    | 1     |
| 118.    | Paul Frommelt                  | Liechtenstein | 1988      | –     | –      | 1    | 1     |
| 118.    | Steve Locher                   | Szwajcaria    | 1992      | –     | –      | 1    | 1     |
| 118.    | Günther Mader                  | Austria       | 1992      | –     | –      | 1    | 1     |
| 118.    | Jan Einar Thorsen              | Norwegia      | 1992      | –     | –      | 1    | 1     |
| 118.    | Michael Tritscher              | Austria       | 1992      | –     | –      | 1    | 1     |
| 118.    | Jure Košir                     | Słowenia      | 1994      | –     | –      | 1    | 1     |
| 118.    | Edward Podivinsky              | Kanada        | 1994      | –     | –      | 1    | 1     |
| 118.    | Harald Christian Strand Nilsen | Norwegia      | 1994      | –     | –      | 1    | 1     |
| 118.    | Michael von Grünigen           | Szwajcaria    | 1998      | –     | –      | 1    | 1     |
| 118.    | Thomas Sykora                  | Austria       | 1998      | –     | –      | 1    | 1     |
| 118.    | Hannes Trinkl                  | Austria       | 1998      | –     | –      | 1    | 1     |
| 118.    | Andreas Schifferer             | Austria       | 2002      | –     | –      | 1    | 1     |
| 118.    | Ambrosi Hoffmann               | Szwajcaria    | 2006      | –     | –      | 1    | 1     |
| 118.    | Bruno Kernen                   | Szwajcaria    | 2006      | –     | –      | 1    | 1     |
| 118.    | Silvan Zurbriggen              | Szwajcaria    | 2010      | –     | –      | 1    | 1     |
| 118.    | Jan Hudec                      | Kanada        | 2014      | –     | –      | 1    | 1     |
| 118.    | Leif Kristian Haugen           | Norwegia      | 2018      | –     | –      | 1    | 1     |
| 118.    | Victor Muffat-Jeandet          | Francja       | 2018      | –     | –      | 1    | 1     |
| 118.    | James Crawford                 | Kanada        | 2022      | –     | –      | 1    | 1     |
| 118.    | Mathieu Faivre                 | Francja       | 2022      | –     | –      | 1    | 1     |

### Klasyfikacja państw
Poniższa tabela przedstawia klasyfikację państw, które zdobyły przynajmniej jeden medal olimpijski w narciarstwie alpejskim mężczyzn.
| Miejsce | Państwo       | Złoto | Srebro | Brąz | Razem |
| ------- | ------------- | ----- | ------ | ---- | ----- |
| 1.      | Austria       | 26    | 21     | 26   | 73    |
| 2.      | Szwajcaria    | 12    | 13     | 13   | 38    |
| 3.      | Francja       | 12    | 9      | 11   | 32    |
| 4.      | Norwegia      | 11    | 12     | 13   | 36    |
| 5.      | Włochy        | 8     | 6      | 3    | 17    |
| 6.      | USA           | 6     | 9      | 4    | 19    |
| 7.      | Niemcy RFN    | 3     | 3      | 1    | 7     |
| 8.      | Szwecja       | 3     | –      | 4    | 7     |
| 9.      | Hiszpania     | 1     | –      | –    | 1     |
| 10.     | Chorwacja     | –     | 4      | –    | 4     |
| 11.     | Luksemburg    | –     | 2      | –    | 2     |
| 12.     | Liechtenstein | –     | 1      | 3    | 4     |
| 13.     | Słowenia      | –     | 1      | 1    | 2     |
| 14.     | Japonia       | –     | 1      | –    | 1     |
| 14.     | Jugosławia    | –     | 1      | –    | 1     |
| 16.     | Kanada        | –     | –      | 4    | 4     |

#### Klasyfikacja państw według lat
W poniższej tabeli zestawiono państwa według liczby medali zdobytych w narciarstwie alpejskim mężczyzn podczas kolejnych edycji zimowych igrzysk olimpijskich. Przedstawiono sumę wszystkich medali (złotych, srebrnych i brązowych) we wszystkich konkurencjach łącznie.
| Państwo       | '36 | '48 | '52 | '56 | '60 | '64 | '68 | '72 | '76 | '80 | '84 | '88 | '92 | '94 | '98 | '02 | '06 | '10 | '14 | '18 | '22 | suma |
| ------------- | --- | --- | --- | --- | --- | --- | --- | --- | --- | --- | --- | --- | --- | --- | --- | --- | --- | --- | --- | --- | --- | ---- |
| Austria       | –   | 1   | 5   | 6   | 4   | 4   | 3   | 1   | 1   | 3   | 1   | 4   | 3   | 2   | 8   | 7   | 8   | –   | 3   | 5   | 4   | 73   |
| Chorwacja     | –   | –   | –   | –   | –   | –   | –   | –   | –   | –   | –   | –   | –   | –   | –   | –   | 1   | 2   | 1   | –   | –   | 4    |
| Francja       | 1   | 5   | –   | –   | 3   | 2   | 4   | –   | –   | –   | 1   | 2   | 1   | –   | 1   | 2   | 2   | –   | 2   | 3   | 3   | 32   |
| Hiszpania     | –   | –   | –   | –   | –   | –   | –   | 1   | –   | –   | –   | –   | –   | –   | –   | –   | –   | –   | –   | –   | –   | 1    |
| Japonia       | –   | –   | –   | 1   | –   | –   | –   | –   | –   | –   | –   | –   | –   | –   | –   | –   | –   | –   | –   | –   | –   | 1    |
| Jugosławia    | –   | –   | –   | –   | –   | –   | –   | –   | –   | –   | 1   | –   | –   | –   | –   | –   | –   | –   | –   | –   | –   | 1    |
| Kanada        | –   | –   | –   | –   | –   | –   | –   | –   | –   | 1   | –   | –   | –   | 1   | –   | –   | –   | –   | 1   | –   | 1   | 4    |
| Liechtenstein | –   | –   | –   | –   | –   | –   | –   | –   | 1   | 1   | 1   | 1   | –   | –   | –   | –   | –   | –   | –   | –   | –   | 4    |
| Luksemburg    | –   | –   | –   | –   | –   | –   | –   | –   | –   | –   | –   | –   | 2   | –   | –   | –   | –   | –   | –   | –   | –   | 2    |
| Niemcy RFN    | 2   | –   | –   | –   | 1   | 1   | –   | –   | –   | –   | –   | 1   | –   | 2   | –   | –   | –   | –   | –   | –   | –   | 7    |
| Norwegia      | –   | –   | 3   | –   | –   | –   | –   | –   | –   | –   | –   | –   | 4   | 5   | 4   | 4   | 1   | 4   | 3   | 5   | 3   | 36   |
| Słowenia      | –   | –   | –   | –   | –   | –   | –   | –   | –   | –   | –   | –   | –   | 1   | –   | –   | –   | –   | –   | –   | 1   | 2    |
| Szwajcaria    | –   | 4   | –   | 1   | 1   | –   | 2   | 4   | 3   | 1   | 2   | 4   | 1   | 1   | 2   | –   | 2   | 3   | 1   | 4   | 2   | 38   |
| Szwecja       | –   | –   | –   | 1   | –   | –   | –   | –   | 1   | 2   | –   | 1   | –   | –   | –   | –   | –   | 1   | –   | 1   | –   | 7    |
| USA           | –   | –   | –   | –   | –   | 2   | –   | –   | –   | 1   | 3   | –   | –   | 2   | –   | 2   | 1   | 4   | 3   | –   | 1   | 19   |
| Włochy        | –   | –   | 1   | –   | –   | –   | –   | 3   | 3   | –   | –   | 2   | 4   | 1   | –   | –   | –   | 1   | 2   | –   | –   | 17   |
| Suma          | 3   | 10  | 9   | 9   | 9   | 9   | 9   | 9   | 9   | 9   | 9   | 15  | 15  | 15  | 15  | 15  | 15  | 15  | 16  | 18  | 15  | 248  |

#### Klasyfikacja państw według konkurencji
W poniższej tabeli przedstawiono liczbę medali olimpijskich zdobytych przez poszczególne państwa w konkurencjach alpejskich mężczyzn. Zastosowano skróty używane przez Międzynarodową Federację Narciarską:
- AC – kombinacja/superkombinacja,
- DH – zjazd,
- SL – slalom,
- GS – slalom gigant,
- SG – supergigant,
- TE – zawody drużynowe.

| Państwo       | AC | DH | SL | GS | SG | TE | Suma |
| ------------- | -- | -- | -- | -- | -- | -- | ---- |
| Austria       | 8  | 19 | 18 | 19 | 8  | 1  | 73   |
| Chorwacja     | 3  | –  | 1  | –  | –  | –  | 4    |
| Francja       | 5  | 11 | 8  | 7  | 1  | –  | 32   |
| Hiszpania     | –  | –  | 1  | –  | –  | –  | 1    |
| Japonia       | –  | –  | 1  | –  | –  | –  | 1    |
| Jugosławia    | –  | –  | –  | 1  | –  | –  | 1    |
| Kanada        | 1  | 2  | –  | –  | 1  | –  | 4    |
| Liechtenstein | –  | –  | 2  | 2  | –  | –  | 4    |
| Luksemburg    | –  | –  | –  | 1  | 1  | –  | 2    |
| Niemcy RFN    | 2  | 2  | 1  | 1  | 1  | –  | 7    |
| Norwegia      | 6  | 7  | 7  | 6  | 9  | 1  | 36   |
| Słowenia      | –  | –  | 1  | 1  | –  | –  | 2    |
| Szwajcaria    | 5  | 14 | 3  | 12 | 3  | 1  | 38   |
| Szwecja       | –  | –  | 4  | 2  | 1  | –  | 7    |
| USA           | 3  | 3  | 5  | 2  | 6  | –  | 19   |
| Włochy        | 3  | 3  | 8  | 3  | –  | –  | 17   |
| Suma          | 36 | 61 | 60 | 57 | 31 | 3  | 248  |